# Lubotyń (gmina)
Lubotyń (od 1973 Babiak) – dawna gmina wiejska istniejąca do 1954 roku w woj. łódzkim i poznańskim. Nazwa gminy pochodzi od wsi Lubotyń, lecz siedzibą władz gminy był Babiak.
Za Królestwa Polskiego gmina należała do powiatu kolskiego w guberni kaliskiej. 19 maja?/31 maja 1870 do gminy przyłączono pozbawione praw miejskich Babiak i Brdów.
W okresie międzywojennym gmina Lubotyń należała do powiatu kolskiego w woj. łódzkim. 1 kwietnia 1938 roku gminę wraz z całym powiatem kolskim przeniesiono do woj. poznańskiego.
Po wojnie gmina zachowała przynależność administracyjną. 1 lipca 1952 roku gmina składała się z 30 gromad: Babiak, Bogusławice, Brdów, Góraj, Kiełczew Górny, Kiełczew Smużny I, Kiełczew Smużny IV, Lichenek, Lubotyń, Mchowo, Mchówek, Morzyce, Nowiny-Bogusławice, Nowiny Brdowskie, Ozorzyn, Podkiejsze, Polonisz, Psary, Radoszewice, Sokołowo, Świętosławice, Wandynów, Wiecinin, Wrząca Wielka, Wrząca Wielka kol., Zabłocie, Zakrzewo, Zamość, Zaryń i Żurawieniec.
1 lipca 1953 roku do gminy Lubotyń przyłączono gromadę Janowice z gminy Czamanin z powiatu aleksandrowskiego w woj. bydgoskim.
Jednostka została zniesiona 29 września 1954 roku wraz z reformą wprowadzającą gromady w miejsce gmin. Po reaktywowaniu gmin 1 stycznia 1973 roku gminy Lubotyń nie przywrócono, utworzono natomiast jej terytorialny odpowiednik, gminę Babiak w tymże powiecie i województwie.